# Дева-чудотворица
«Дева-чудотворица» (чеш. Panna zázracnica) — чехословацкий фильм 1966 года режиссёра Штефана Угера по одноимённому роману Доминика Татарки.

## Сюжет
Анабелла — молодая и красивая девушка знакомится с группой художников. В ней есть что-то таинственное и меланхоличное (она всегда носит черное и держится довольно тихо), но каждый мужчина, которого она встречает, становится совершенно одурманенным ею.
Два человека, особенно привлекаемые ею, — это Тристан, молодой художник, который изо всех сил пытается найти свое «внутреннее я» в своей работе, и «Ворон», пожилой скульптор, который застрял в творчестве, делая посмертные маски и работая в госмастерской выполняя заказы.
Она пробуждает в них не только эротические желания, но и чистые любовные чувства, становится предметом их тайных фантазий, но вместе с тем и художественного вдохновения как идеал чего-то необыкновенного. И границы между реальностью и фантазией, кажется, внезапно перестают существовать вообще. Однако, очарованные ее «чудом», они не видят горя Анабеллы, которое приведет к ее трагическому концу.

## В ролях
- Йоланта Умецкая — Анабелла
- Ладислав Мрквичка — Тристан
- Отакар Янда — «Ворон»

В остальных ролях: Франтишек Кудлач, Эдуард Бинда, Мария Преховска, Ольга Шалагова и другие.

## Критика
Являющийся частью «чехословацкой новой волны» «яркий сюрреалистический фильм».

Фильм стал для кинокритиков исключительным произведением в истории словацкого кино. В нем Ухер вышел за рамки традиционного реалистического повествования и создал поэтическую игру Мечты и реальности, стирая границы между фантазией и правдой, воображением и реальностью.— Министерство культуры Словакии, 2018 год
В 2018 году фильм был переиздан на носителе blu-ray.